# 横河電機ワイルドブルー
横河電機ワイルドブルー（よこがわでんきワイルドブルー）は、東京都武蔵野市に本拠地を置き、日本社会人バスケットボール連盟に加盟する社会人バスケットボールの企業チームである。運営母体は横河電機。

## 歴史
- 1940年（昭和15年） - 関東実業団連盟登録
- 1947年（昭和22年） - 第2回 全日本実業団選手権出場。以降実連主催の全国大会で常連となる。
- 2000年（平成12年） - 第32回  全日本実業団競技大会（大阪大会）ベスト16
- 2000年（平成12年） - 関東実業団バスケットボール選手権大会 3位 （優秀選手：植村幸喜）
- 2001年（平成13年） - 全日本実業団バスケットボール選手権大会（千葉県船橋市） 7位
- 2001年（平成13年） - 関東実業団バスケットボール選手権大会 3位 （優秀選手：佐藤岳）
- 2001年（平成13目） - 第24回 実業団地域選抜バスケットボールリーグ戦（愛知県名古屋市） 5位
- 2004年（平成16年） - 第27回 実業団地域選抜バスケットボールリーグ戦（愛知県岡崎市） 優勝
- 2006年（平成18年） - 第38回 全日本実業団選手権（札幌大会） 優勝
- 2006年（平成18年） - 第2回 全日本社会人選手権 優勝
- 2007年（平成19年） - 平成19年度 関東実業団バスケットボール選手権大会 優勝 （最優秀選手：#17 高木賢伸）
- 2008年（平成20年） - 高松宮記念杯　第40回 全日本実業団選手権大会（名古屋大会） 優勝 （最優秀選手：#15 小納真良）
- 2008年（平成20年） - 全日本実業団競技大会（千葉県船橋市） 優勝 （最優秀選手：#15 小納真良）
- 2008年（平成20年） - 第4回 全日本社会人選手権（宮城県白石市） 優勝
- 2008年（平成20年） - 平成20年度 関東実業団バスケットボール選手権大会 優勝（2年連続2回目） （最優秀選手：#5 笹義仁）
- 2009年（平成21年） -  第84回天皇杯・第75回皇后杯 全日本総合バスケットボール選手権大会（ALL JAPAN）出場
- 2009年（平成21年） - 高松宮記念杯　第41回 全日本実業団選手権大会（神戸大会） 優勝 （最優秀選手：#5 笹義仁）
- 2004～2009年 関東実業団バスケットボールリーグ戦 6連覇
- 2009年（平成21年） - 平成21年度 関東実業団バスケットボール選手権大会 優勝 （最優秀選手（MVP）：#17 高木賢伸、優秀選手（ベスト5）：#19 神埼健、#20 田ケ谷治）
- 2010年（平成22年） - 第85回天皇杯・第76回皇后杯 全日本総合バスケットボール選手権大会（ALL JAPAN）出場
- 2010年（平成22年） - 高松宮記念杯　第42回 全日本実業団選手権大会（長崎大会） 優勝（3年連続4回目） （最優秀選手：#20 田ケ谷治）

## 所属選手・スタッフ

### スタッフ
- 顧問 - 田中博行
- 部長 - 伊東千明
- 監督 兼 コーチ - 奥山興祐
- Aコーチ - 小納真良
- 主務 - 溝田浩志
- 副主務 - 麻生雅之
- トレーナー - 高田裕史

### 選手
| 名前     | ポジション | 身長  | 出身校       |
| -------- | ---------- | ----- | ------------ |
| 瀧川隆司 | G          | 175cm | 法政大学     |
| 笹義仁   | C          | 196cm | 秋田経法大学 |
| 伊藤到   | G          | 180cm | 明治大学     |
| 葉青     | F          | 195cm | 専修大学     |
| 小納真樹 | G          | 173cm | 秋田経法大学 |
| 小野兵悦 | F          | 187cm | 東北学院大学 |
| 佐藤岳   | G          | 180cm | 明治大学     |
| 飯島章仁 | F/C        | 193cm | 上武大学     |
| 伊藤真人 | G          | 172cm | 秋田工業高校 |
| 山田健太 | G          | 176cm | 法政大学     |
| 梶原剛   | G          | 180cm | 青山学院大学 |
| 小納真良 | G          | 177cm | 専修大学     |
| 浦中旭   | G/F        | 185cm | 専修大学     |
| 高木賢伸 | G/F        | 187cm | 早稲田大学   |
| 吉川巧   | G          | 175cm | 大曲工業高校 |
| 神崎健   | G          | 175cm | 明治大学     |
| 田ヶ谷治 | F          | 190cm | 青山学院大学 |
| 小西秀明 | F          | 190cm | 法政大学     |